# Lobelia minutula
Lobelia minutula är en klockväxtart som beskrevs av Adolf Engler. Lobelia minutula ingår i släktet lobelior, och familjen klockväxter. Inga underarter finns listade i Catalogue of Life.